# Yushui
För andra betydelser, se Yushui (olika betydelser).
Yushui är ett stadsdistrikt och säte för stadsfullmäktige i Xinyu i Jiangxi-provinsen i södra Kina.
1. ↑  http://www.geohive.com/cntry/CN-36_ext.aspx